# プライベート・プリンス
『プライベート・プリンス』は、円城寺マキによる日本の漫画作品。『プチコミック』（小学館）にて連載されていた。単行本は全5巻。

## あらすじ
学問で身を立てることを夢見る、大学院生の桜川都が通う英都大学に、エストリア王国のウィルフレッド王子が留学してくる。近代女性史を研究テーマに掲げる都は、かつてエストリアの王族に見初められ、彼の国へ嫁いでいった日本人女性・リツコ妃に関する情報を求めて王子に近付こうと画策するも、王子のセクハラ気質が発覚し幻滅。だが、自分に一切興味を示さない都に逆に興味を持った王子は、「自分を好きになったら資料を提供する」と持ちかける。

## 登場人物

### 主要人物
桜川 都（さくらがわ みやこ）
英都大学文学部史学科修士課程1年。23歳。近視で眼鏡を掛けている。学者になることが目標。近代女性史を研究テーマに掲げ、エストリア王国へ嫁いでいった日本人女性・リツコ妃のことを論文に書こうと考えている。
実家は老舗旅館「さくらがわ」で、女将である母にいずれ旅館を継ぐことを期待されているが、大学院への進学も反対されていたため、家出同然で古びたアパートで一人暮らしを始める。B 89・W 61・H 89のナイスバディーであるが、本人はコンプレックスだと思っている。かつての恋人・都築に裏切られた経験から、二度と恋はしたくないと思っている。
ウィルに騙されたも同然の状況で彼と肉体関係を持ってしまい悩むが、ウィルの優しい一面に抗えない自分がいることにも悩む。
ウィルフレッド・エンリケ・リツカ・エストール
エストリア王国第2王子。20歳。貴公子然とした知性溢れる容姿だが、実は大の巨乳好き。リツコ妃のひ孫に当たり、名前の一部「リツカ」は彼女の名に由来する。また、リツコ妃の影響で王家の者は日本文化に造詣が深い。
大使館主催のパーティーに露出の多いドレス姿で現れた都を、色仕掛けで資料を入手しようとする低俗な女性と勘違いするが、自分に群がる多くの女性と違い、自分に男としても研究対象としても一切興味を示さない研究熱心な女性であることを知り、逆に興味を持ち、「自分のことを好きになったら資料を提供する」と条件を出す。自分との関係を妬む数々の嫌がらせに苦しむ都を見かねて、「さくらがわ」に長期逗留する代わりに、都が安全な実家で安心して研究に励めるよう女将に申し入れる。都の胸に触りたくてたまらず、ホームシックの振りをして都の気を引き、肉体関係を持つが、次第に本物の愛情へと変化していく。
「幼い頃から否応無くマスコミなど人目に晒され続け、気の休まる時がないため、性格が人一倍ひねくれているのは仕方がない」とロバートに言わしめるほど性格が悪い。

### 桜川都の関係者
桜川 香子（さくらがわ きょうこ）
都の母親で、老舗旅館「さくらがわ」の女将。
研究熱心で滅多に家に帰らない植物学者でもある夫が帰って来られる場所を失わないためにも、都に旅館を継がせることを夢見ている。
飯塚 千里子（いいづか ちりこ）
英都大学大学院生。都の親友。父親は外務省の職員で、都が大使館主催のパーティーに出席できるよう協力してくれた。
小野寺 誠（おのでら まこと）
「さくらがわ」の板前。21歳。高校卒業後、「さくらがわ」に就職した。都のことが好き。いずれ独立して自分の店を持つことを夢見ている。
葵（あおい）
「さくらがわ」の仲居。都とウィルの仲に気付き、女将に注進する。
都築（つづき）
京応（けいおう）大学助教授。都のゼミの先輩で、かつての恋人。都の愛情を利用して自身の研究を手伝わせ、研究成果を自分のものとして発表した後にあっさり都を振る。

### エストリア王国の関係者
ロバート・マクシミリアン
ウィルフレッドの執事。キャンベル伯の称号を持つ貴族で、幼い頃からウィルに仕えてきた。ウィルが都の胸を「メロン」と呼んだため、彼女のことを「ミス・メロン」と呼ぶ。
クリストファー・ローランド・ウェルズール
公爵家の跡取り。ウィルの同い年の従兄弟で、リツコ妃のひ孫。
同じ女性を曾祖母に持ちながらも、王家の人間かそうでないかで差別され続けるという努力では埋めようのない差に幼い頃に気付き、ウィルに一方的に対抗心を抱いていた。英都大学へ留学先を変更し、ウィルに嫌がらせをし満足した後、オックスフォード大学へ戻る。
セシリア
エストリア王女。ウィルの6歳年上の姉。
いくつものブランドを経営する実業家で、公務を放棄して世界中を飛び回っている。ロバートを気に入っている。
アルフレッド
エストリア皇太子。ウィルの8歳年上の兄。
国王夫妻
ウィルの両親。おっとりとした性格。ウィルが「友人」として紹介した都の胸を見るなり、恋人だと見抜いた。
リツコ（律子）
男爵家に生まれた日本人女性。来日していたエストリア皇太子の弟・ウェルズール公に見初められ、エストリアへ嫁ぐ。その後、皇太子夫妻は子宝に恵まれず、ウェルズール公も早くに亡くなったため、彼とリツコとの間に生まれた子がエストリア王に即位した。

## 書誌情報
- 円城寺マキ 『プライベート・プリンス』 小学館〈フラワーコミックス〉 全5巻
  1. 2005年07月26日発売、ISBN 4-09-138595-8
  2. 2006年01月26日発売、ISBN 4-09-138596-6
  3. 2006年06月26日発売、ISBN 4-09-130494-X
  4. 2006年11月24日発売、ISBN 4-09-130736-1
  5. 2007年07月26日発売、ISBN 978-4-09-131164-1、「罪深く恋をして〜キミの未来はボクのもの〜」収録